# Palacio del Duque de Uceda (plaza de Colón)
El palacio de Uceda o del Duque de Uceda fue un edificio de la ciudad española de Madrid, ubicado en la plaza de Colón. Debido a los títulos de sus sucesivos propietarios, fue conocido también como palacio del Marqués de Salamanca, palacio de Medinaceli, del Duque de Medinaceli o de Denia.

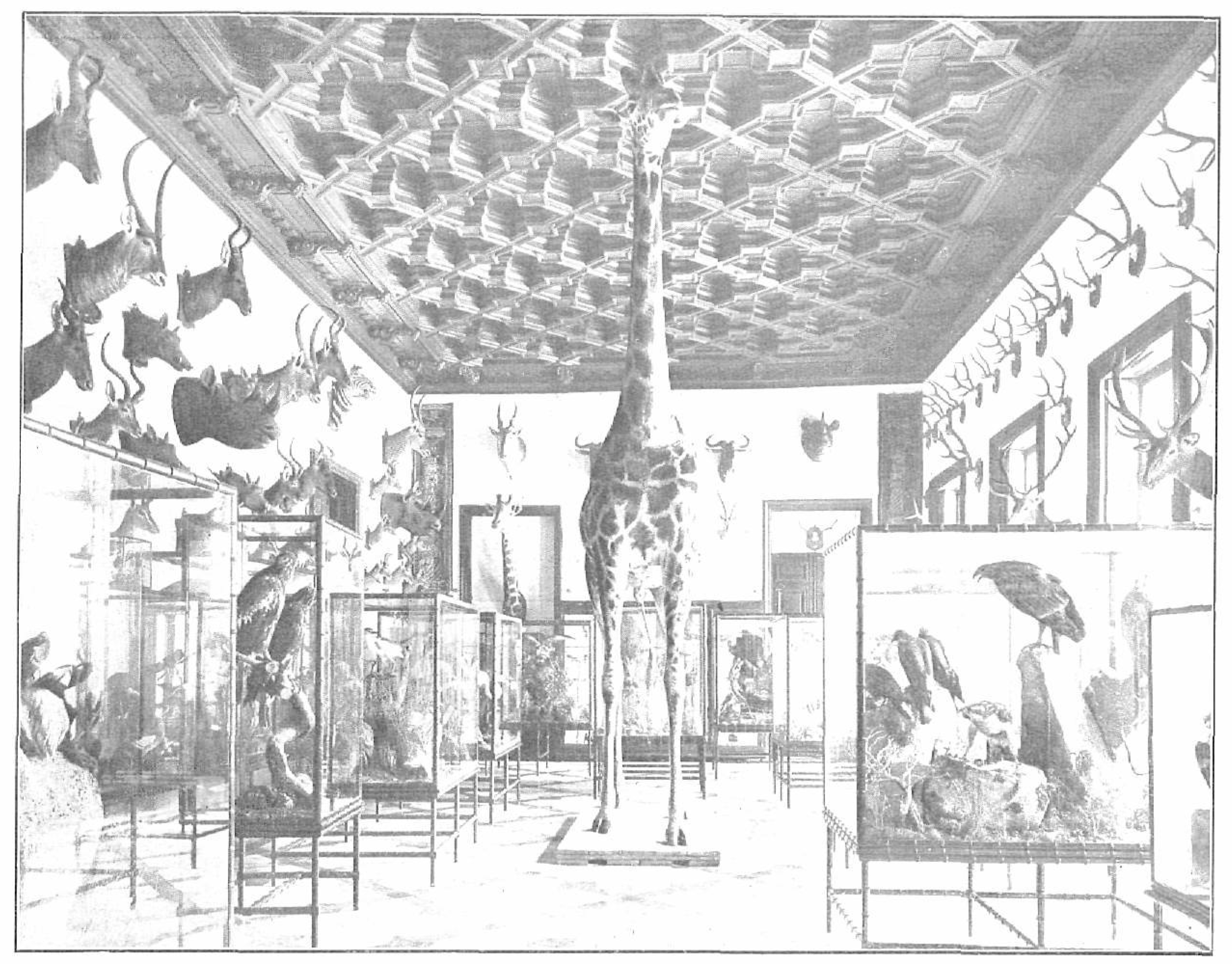
Trofeos de caza en el interior del palacio (La Esfera, 1914)

Fue construido en 1864 en un estilo francés, aspecto duramente criticado en la época. La piedra utilizada para la construcción del edificio fue transportada en tren desde la ciudad francesa de Angulema. Uno de sus elementos más característicos era la mansarda del tejado. La decoración era suntuosa y estaba adornado con artesonados y frisos. Pinturas al temple y al fresco de Cecilio Pla (1892) y cuadros de Bayeu, cuñado de Goya.
En febrero de 1876 fue adquirido por el marqués de Salamanca, que vendió en las mismas fechas el palacio que llevaba —y lleva— su nombre en el cercano paseo de Recoletos. En torno a 1890 fue Ángela Pérez de Barradas y Bernuy, duquesa viuda de Medinaceli y de Denia y Tarifa, quien se convirtió en su propietaria. Esta es la razón de la variedad de denominaciones que recibió el edificio. Sufrió un incendio el 25 de noviembre de 1917, desatado de madrugada y que afectó principalmente a la fachada que daba a la plaza de Colón, del cual no se llegó a restaurar completamente el edificio.

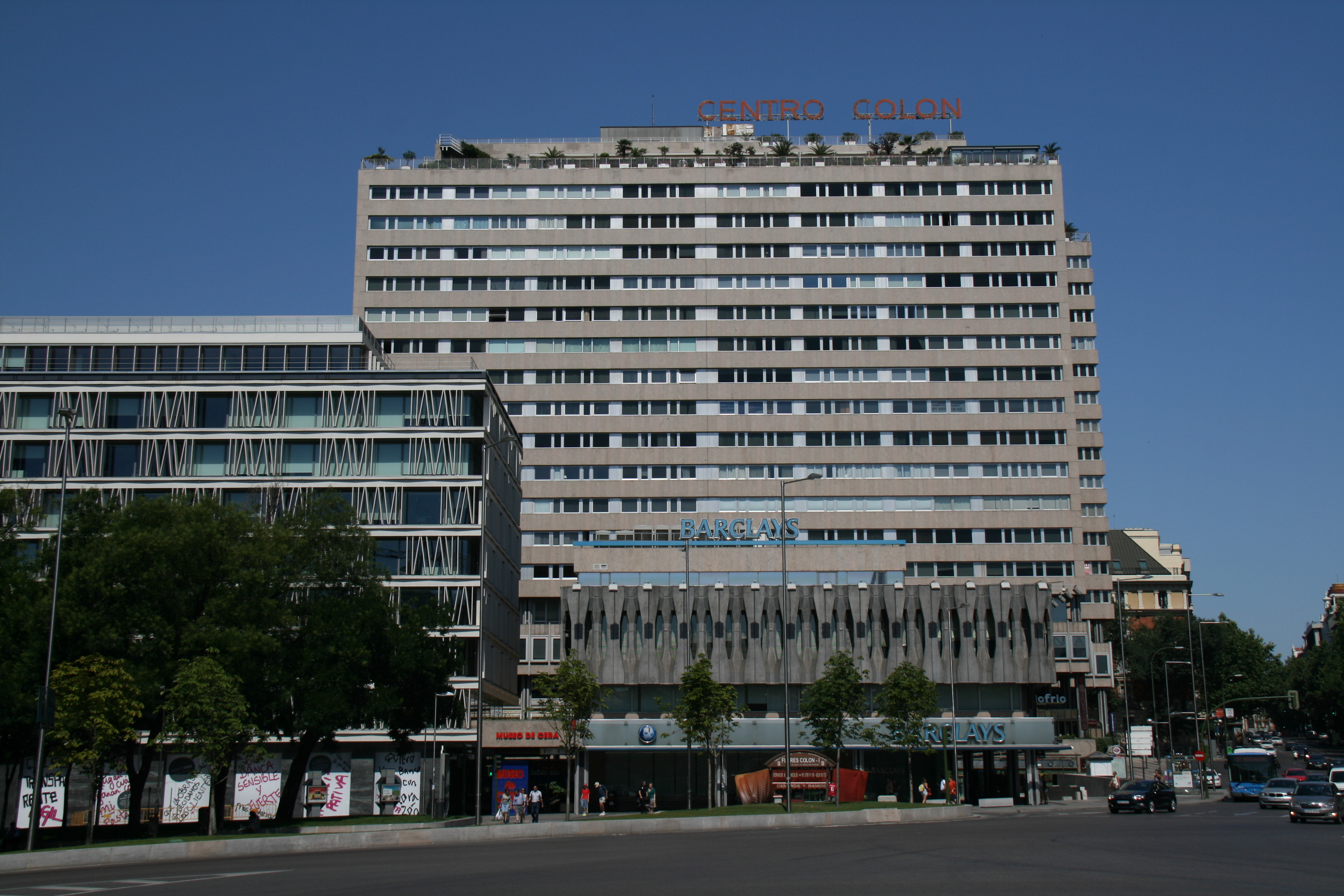
Centro Colón, edificio moderno que sustituyó al palacio una vez derribado.

Fue derribado en agosto de 1964, debido a la especulación y el valor del suelo. Estaba previsto un proyecto de hotel con mil habitaciones que afectaba también a donde hoy se sitúan las Torres de Colón. En el solar que dejó se levantó el actual Centro Colón, un bloque de apartamentos.